# Konsta Mäenpää
Konsta Johannes Mäenpää (ur. 23 października 1997) – fiński zapaśnik walczący w stylu klasycznym. Zajął czternaste miejsce na mistrzostwach świata w 2022. Brązowy medalista mistrzostw Europy w 2022. Trzeci na ME juniorów w 2017 i MŚ juniorów w 2017 roku.